# وووداوا
وووداوا (به لاتین: Włodawa) یک منطقهٔ مسکونی در لهستان است که در شهرستان وووداوا واقع شده‌است. وووداوا ۱۷٫۹۷ کیلومتر مربع مساحت و ۱۳٬۵۳۵ نفر جمعیت دارد.